# Těšínsko-havířovský seniorát SCEAV
Těšínsko-havířovský seniorát je seniorát Slezské církve evangelické augsburského vyznání, zahrnuje 5 evangelických sborů na území Českého Slezska.

## Představitelé seniorátu

### Senioři
- Janusz Adam Kożusznik (2003–2011)
- Vladislav Volný ml. (2011–2019)
- Janusz Adam Kożusznik (2019-2023)
- Lukáš Sztefek (od r. 2023)

### Seniorátní kurátoři
- Antonín Jurečka (2003–2007) [†2025]
- Zbyšek Michnik (2007–2013)
- Bohuslav Koukol ml. (2013–2016)
- Karel Klimsza (2016–2019)
- Roman Szypka (od r. 2019)